# Cathrine Svendsen Engel
Cathrine Amalie Svendsen, gift Engel (født 9. februar 1877 i Middelfart, død 9. maj 1949 i Klampenborg. Begravet i Middelfart) var en dansk maler.
Forældrene var manufakturhandler Carl Ludvig Svendsen og hustru Caroline Marie Hansen.
Cathrine Svendsen giftede sig 16. november 1921 med dr. phil, senere professor ved Danmarks Tekniske Højskole, Walther Engel (født 24. november 1879 i Berlin, død 14. september 1974.) og tog herefter navnet Cathrine Svendsen Engel.

## Uddannelse
- Forberedelse til Kunstakademiet hos Emilie Mundt og Marie Luplau
- Kunstakademiet hos professor Viggo Johansen 1897-1901
- Elev hos maleren Fritz Syberg 1901-1902
- Elev på malerskole i Paris 1903

## Kunstnerisk virke
Cathrine Svendsen Engel gik fire år på Kunstakademiet og forlod det herefter uden at tage afgang for at søge undervisning hos maleren Fritz Syberg. Både hendes motivverden med portrætter, interiører og blomster og hendes malemåde har slægtskab med fynbomalere som Anna Syberg og Christine Swane. Hendes værker rummer en karakteristisk følsom og fin gengivelse af lyset.
Sammen med sine kammerater fra studieårene i København, Olga Jensen, Karen Meisner-Jensen og Christine Swane, udstillede Cathrine Svendsen Engel i februar 1912 i en større udstilling i Den Frie Udstillings Bygning, hvor også Alhed Larsen og Anna Syberg deltog.
Efter 1922 deltog hun ikke mere i udstillingslivet, og størstedelen af hendes værker forblev i privat eje.
Eet af hendes kendteste værker er oliemaleriet Foraar i Vinhuset, 1918, som var udstillet i 1920 på Kvindelige Kunstneres Retrospektive Udstilling. Maleriet tilhører Fuglsang Kunstmuseum.

## Rejser og udlandsophold
I året 1900 foretog Cathrine Svendsen Engel en rundrejse i Europa, og i årene 1905-1920 opholdt hun sig gentagne gange i Paris og i Italien.

## Udstillinger
Cathrine Svendsen Engel udstillede under navnet Cathrine Svendsen.
- Kunstnernes Efterårsudstilling 1908-1909, 1911, 1913-1914, 1917
- Charlottenborg Forårsudstilling 1914, 1916-1920, 1922
- Kvindelige Kunstneres Retrospektive Udstilling, Den Frie Udstillings Bygning 1920
- Kunstnergaven til Sønderjylland, Charlottenborg 1921

## Separatudstillinger
- Den Frie Udstillings Bygning 1912 (sammen med Karen Meisner Jensen, Olga Meisner-Jensen, Alhed Larsen, Christine Swane og Anna Syberg)[5]

## Værker i offentlig eje
- Forår i Vinhuset, Fuglsang Kunstmuseum
- Interiør, Sønderjyllands Kunstmuseum

## Organisatorisk virke
Cathrine Svendsen Engel var sammen med blandt andre Anna Ancher og Anne Marie Carl-Nielsen blandt de 25 kvindelige kunstnere, som underskrev indbydelsen til stiftende møde af en faglig forening for de kvindelige kunstnere. På den stiftende plenarforsamling indtegnede sig 75 medlemmer, og til den første to-årige bestyrelse af foreningen, hvis navn blev Kvindelige Kunstneres Samfund, valgtes Cathrine Svendsen Engel sammen med Ebba Carstensen, Bertha Dorph, Marie Henriques, Olga Meisner-Jensen, Agnes Jensen, Helvig Kinch, Anne Marie Carl-Nielsen og Marie Sandholt.